# Townsendia
Townsendia is een vliegengeslacht uit de familie van de roofvliegen (Asilidae).

## Soorten
- T. albomacula Martin, 1966
- T. araguensis Kaletta, 1976
- T. arenicola Scarbrough, 1995
- T. argyrata Curran, 1926
- T. dilata Martin, 1966
- T. fiebrigii Bezzi, 1909
- T. gracilis Martin, 1966
- T. minuta Williston, 1895
- T. nemacula Martin, 1966
- T. nigra Back, 1909
- T. podexargenteus Enderlein, 1914
- T. pulcherrima Back, 1909
- T. triangulata Martin, 1966